# Morgen (organisatie)

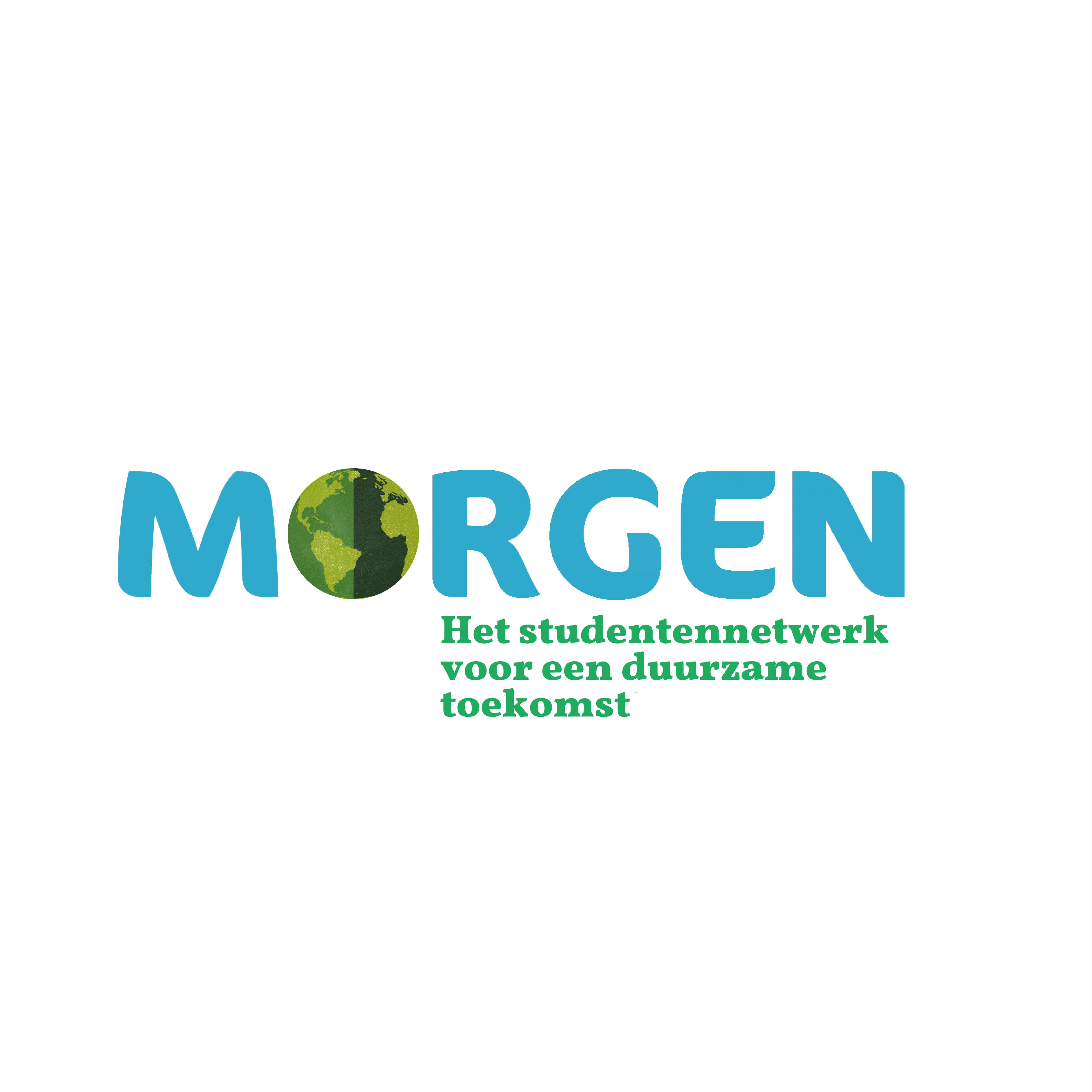

Morgen, thans Studenten voor Morgen (SvM) en voorheen het Landelijk Hogeschool en Universitair Milieuplatform (LHUMP), is een Nederlandse overkoepelende studentenorganisatie die zich inzet voor een duurzame toekomst. Morgen heeft als doelstelling duurzame ontwikkeling te integreren in onderwijs, onderzoek en bedrijfsvoering van universiteiten en hogescholen en wil daarnaast studenten stimuleren om voor een duurzame leefstijl en carrière te kiezen. Als netwerkorganisatie verbindt Morgen lokale studentenorganisaties op het gebied van milieu met soortgelijke organisaties.

## Geschiedenis
Morgen werd in 1993 opgericht door lokale studentenmilieuorganisaties uit verschillende steden, toen nog onder de naam LHUMP (Landelijk Hogeschool en Universitair Milieu Platform). Van 1994 tot 1997 was het de studentenafdeling van Jongeren Milieu Actief (JMA). In 1997 werd het LHUMP een zelfstandige organisatie, een officiële vereniging met lokale milieuplatforms als leden. In 1998 ontstond het netwerk Duurzaam Hoger Onderwijs (DHO) vanuit het LHUMP, dat later een (inmiddels opgeheven) zelfstandige organisatie werd.
Op 27 november 2008 nam de organisatie de nieuwe naam 'Morgen' in gebruik, met de ondertitel 'studentennetwerk voor een duurzame toekomst'. Een andere opvallende ontwikkeling in deze periode was dat de organisatie in haar uitingen meer het overkoepelende begrip 'duurzaam' ging gebruiken in plaats van 'milieu'.

## Programma en projecten
Morgen voert verschillende projecten uit waarvoor zij subsidie ontvangt vanuit verschillende fondsen.
Belangrijke lopende projecten zijn:

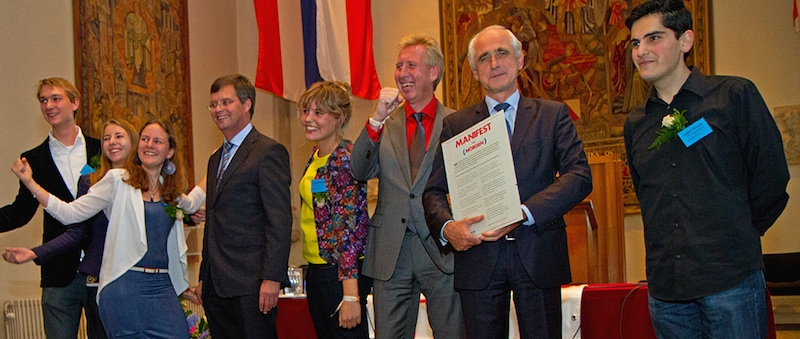
Uitreiking Manifest van Morgen met o.a. Jan Peter Balkenende en rector maginificus prof. dr. Bert van der Zwaan (Universiteit Utrecht)

1. Het webmagazine Duurzamestudent.nl.
2. De SustainaBul: dé ranglijst van Nederlandse universiteiten en hogescholen op het gebied van duurzaamheid en transparantie.
3. De Duurzame Introductie Stunt: een wedstrijd tussen studentenorganisaties om de meest creatieve, innovatieve en vooral impactvolle stunt te organiseren tijdens de introductieweken. Deze wedstrijd heeft als doel nieuwe studenten kennis te laten maken met duurzaamheid. Tijdens deze wedstrijd strijden ook de introductieweken zelf tegen elkaar om de prijs voor 'meest duurzame introductieweek van Nederland' te bemachtigen.

Naast deze eigen projecten is Morgen medeorganisator van de volgende evenementen:
1. Het Sustainability Career Event: een evenement voor studenten om duurzame carrière mogelijkheden aan het licht te brengen, door middel van een bedrijvenmarkt en workshops. Dit evenement wordt georganiseerd door de organisatie SustainableMotion.
2. De Nationale Dag voor Duurzaamheid in het Hoger Onderwijs: een symposium met sprekers en workshops, waarin duurzaamheid in het hoger onderwijs centraal staat. Dit symposium is een samenwerking tussen de organisaties SURF, Rijksdienst voor Ondernemend Nederland, de Special Interest Group Groene ICT en Duurzaamheid, Green IT Amsterdam en Het Groene Brein.
3. De Student Energy Race: een energiebesparingsrace tussen studentenhuizen in heel Nederland. De wedstrijd is in 2012 door studentenhuisvesters DUWO en Kences opgezet en vindt inmiddels plaats in acht studentensteden. Sinds 2018 heeft Morgen zich gecommitteerd aan de race en is zij medeorganisator.

Eerder afgeronde projecten zijn:
1. Make IT Fair
2. Duurzame goodiebag
3. Greening the Ivory Tower
4. Educated Choices - Duurzaam Inkopen
5. YouPEC 2008
6. Groene ICT Symposium 2013 (met SURF, Agentschap NL)
7. De Groene Zeepbel
8. Ctrl-Alt-Delete Emissions
9. 'DuKo', een duurzame kortingskaart voor studenten in Utrecht.
10. Manifest van Morgen, een manifest voor duurzaam hoger onderwijs, geschreven en overhandigd door studenten uit Nederland op 10 oktober 2012 met daarin tien aanbevelingen voor duurzaam onderwijs aan de colleges van bestuur van hogescholen en universiteiten, die binnen vier jaar zouden moeten worden uitgevoerd.

## Door Morgen toegekende onderscheidingen
Morgen reikt onderscheidingen uit aan organisaties om thema's rondom milieu en duurzaamheid onder de aandacht te brengen. In 2008 en 2010 was er de 'Groene Zeepbel' voor de beste 'Greenwashing-campagne'. Deze spotprijs werd toegekend aan:
- 2008 – E.ON vanwege zijn campagne voor groene kolencentrales.[1]
- 2010 – Shell voor zijn dubieuze affakkelpraktijken in de Nigerdelta, terwijl het zich in de media presenteert als zeer betrokken met de luchtkwaliteit.[2]

De Groene Zeepbel werd in 2012 opgevolgd door de 'SustainaBul': een ranglijst van onderwijsinstellingen op grond van hun duurzaamheidsbeleid. Anders dan bij de voorganger, krijgen in dit geval juist de meest duurzame instellingen een prijs. Bij de beoordeling gaat het behalve om een duurzame bedrijfsvoering ook om een goede communicatie en transparantie over het onderwerp, terwijl aandacht voor duurzaamheid in onderwijs en onderzoek in de editie van 2014 meer aandacht kreeg. In het eerste jaar werden alleen universiteiten beoordeeld, vanaf 2013 ook hogescholen. Bovenaan eindigden tot nu toe:
- 2012 - De Universiteit Maastricht
- 2013 - Wageningen Universiteit (eerste plaats) en Hogeschool Utrecht (tweede plaats en beste hogeschool)
- 2014 - Wageningen Universiteit (eerste plaats) en Hogeschool Utrecht (tweede plaats en beste hogeschool).
- 2015 - Wageningen Universiteit (eerste plaats) en Hogeschool Utrecht (tweede plaats).
- 2016 - Wageningen Universiteit (eerste plaats) en de Technische Universiteit Eindhoven (tweede plaats).
- 2017 - Wageningen Universiteit (eerste plaats) en de Technische Universiteit Eindhoven (tweede plaats).
- 2018 - De Technische Universiteit Eindhoven (eerste plaats) en Wageningen Universiteit (tweede plaats).

## Organisatie
Bij Morgen zijn meer dan 30 lokale studentenorganisaties uit verschillende steden aangesloten. Die lokale organisaties zijn de leden van de vereniging Morgen. Een studentenbestuur geeft leiding aan Morgen en wordt daarbij bijgestaan door een adviesraad. Daarnaast zijn er enkele coördinatoren en vrijwilligers die het bestuur helpen met het uitvoeren van projecten.
Morgen is lid van de Nationale Jeugdraad en heeft partnerschappen met verschillende organisaties, waaronder het Interstedelijk Studenten Overleg, Jongeren Milieu Actief, de Jonge Klimaatbeweging en Vereniging voor Milieuprofessionals.

## Lokale organisaties
De lidorganisaties van Morgen (in alfabetische volgorde):
- AGREEn: actief in Nijmegen
- AKKU Duurzaam: actief op de Radboud Universiteit Nijmegen en de Hogeschool van Arnhem en Nijmegen
- Aktief Slip: actief op Wageningen University & Research centre
- Centre for Sustainability: samenwerking tussen de Universiteit Leiden, TU Delft en Erasmus Universiteit Rotterdam
- Delft SEA: actief op TU Delft
- Energy Club: actief op TU Delft
- Erasmus Sustainability Hub: actief op Erasmus Universiteit Rotterdam
- FMC: actief op Hogeschool Inholland, Delft
- GreenEUR: actief op de Erasmus Universiteit Rotterdam
- Green Office Avans: actief op Avans Hogeschool
- Green Office Delft: actief op TU Delft
- Green Office Groningen: actief op Rijksuniversiteit Groningen
- Green Office HU: actief op Hogeschool Utrecht
- Green Office Maastricht: actief op Maastricht University
- Green Office Radboud: actief op Radboud Universiteit Nijmegen
- Green Office TUE: actief op Technische Universiteit Eindhoven
- Green Office Utrecht: actief op Universiteit Utrecht
- Green Office UvA: actief op Universiteit van Amsterdam
- Green Office VHL: actief op Hogeschool Van Hall Larenstein
- Green Office Wageningen: actief op Wageningen University & Research centre
- NRG: actief op Universiteit Utrecht
- SAMEEN: actief op Rijksuniversiteit Groningen en in Amsterdam
- IESA SHIFT: actief op TU Delft en Universiteit Leiden
- Leiden University Green Office: onderdeel van Universiteit Leiden
- SRVU: actief op de Vrije Universiteit Amsterdam
- STORM: actief op Universiteit Utrecht
- Students 4 Sustainability: actief op TU Delft
- Students for Sustainability Amsterdam: actief op Universiteit van Amsterdam
- Team Energy Eindhoven: actief op Technische Universiteit Eindhoven
- Technology for Global Development: actief op Technische Universiteit Eindhoven
- WEP (Wageningen Environmental Platform): actief op de Wageningen Universiteit en Researchcentrum
- WOT (Werkgroep OntwikkelingsTechnieken): actief op Universiteit Twente